# Disturbo esplosivo intermittente
Il disturbo esplosivo intermittente (IED, Intermittent Explosive Disorder) è un disturbo del comportamento caratterizzato da espressioni estreme di rabbia, spesso incontrollabili, che sono sproporzionate rispetto alla situazione. L'aggressione impulsiva non è premeditata ed è definita da una reazione sproporzionata a qualsiasi provocazione, reale o percepita. Alcuni individui riportano cambiamenti affettivi prima di un'esplosione (ad esempio, tensione, cambiamenti di umore, ecc.)

## Descrizione
Il disturbo è attualmente classificato nel Manuale diagnostico e statistico dei disturbi mentali (DSM-5) sotto la categoria "disturbi dirompenti del controllo degli impulsi e della condotta". In sé non è facilmente caratterizzato e spesso presenta comorbilità con altri disturbi dell'umore, in particolare il disturbo bipolare, la depressione e il disturbo borderline di personalità, ma vi è comorbilità anche con disturbi come il disturbo ossessivo-compulsivo, il disturbo da deficit di attenzione/iperattività, il disturbo schizotipico di personalità, l'ansia, la schizofrenia, e il disturbo da stress post-traumatico Gli individui a cui viene diagnosticato lo IED riferiscono che le loro esplosioni sono brevi (della durata di meno di un'ora), con una varietà di sintomi corporei (sudorazione, balbuzie, senso di oppressione al torace, spasmi, palpitazioni) segnalati da un terzo dei campioni. Atti aggressivi sono stati riportati frequentemente accompagnati da una sensazione di sollievo e, in alcuni casi, di piacere, ma spesso seguiti da rimorso.